# Adriano Tessarollo

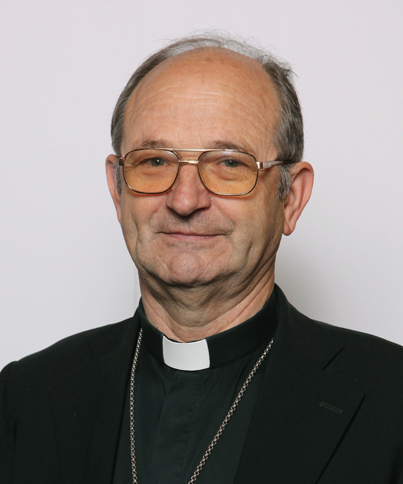
Bischof Adriano Tessarollo (2010)

Bischofswappen von Adriano Tessarollo

Adriano Tessarollo (* 2. Mai 1946 in Tezze sul Brenta, Provinz Vicenza) ist ein italienischer Geistlicher und emeritierter römisch-katholischer Bischof von Chioggia.

## Leben
Adriano Tessarollo empfing am 6. Juni 1971 das Sakrament der Priesterweihe. Ab 1976 war er Dozent für Theologie am Priesterseminar von Vicenza und leitete ab 1988 diesen Fachbereich. 1992 wurde Tessarollo zusätzlich Pfarrer in Montemezzo. Von 1999 bis 2003 war er als Bischofsvikar für die Ausbildung des Klerus zuständig. Vor seiner Ernennung zum Bischof leitete er im Bistum Vicenza das Büro für Katechismus.
Am 28. März 2009 ernannte ihn Papst Benedikt XVI. zum Bischof von Chioggia. Der Bischof von Vicenza, Cesare Nosiglia, spendete ihm am 7. Juni desselben Jahres die Bischofsweihe; Mitkonsekratoren waren der Erzbischof von Florenz, Giuseppe Betori, und der emeritierte Bischof von Chioggia, Angelo Daniel. Die Amtseinführung erfolgte am 11. Juni 2009.
Papst Franziskus nahm am 3. November 2021 das von Adriano Tessarollo aus Altersgründen vorgebrachte Rücktrittsgesuch an.